# Donauschwäbisches Zentralmuseum
Das Donauschwäbische Zentralmuseum (DZM) in Ulm zeigt die wechselvolle Geschichte der Donauschwaben vom späten 17. Jahrhundert bis in die Gegenwart. In der Dauerausstellung und in Sonderausstellungen werden Kultur und Alltag dieser deutschen Minderheit in den multiethnischen Siedlungsgebieten längs des Mittellaufs der Donau in der Pannonischen Tiefebene, aber auch Flucht und Vertreibung der deutschstämmigen Bevölkerung aus jener Region im Zweiten Weltkrieg sowie deren Leben unter kommunistischen Diktaturen und Neuanfang in westlichen Ländern werden nachgezeichnet und wissenschaftlich aufbereitet. Es ist bundesweit das einzige Museum, das die Geschichte der Donauschwaben umfassend und auf wissenschaftlicher Grundlage darstellt.
Darüber hinaus nimmt das DZM auch den Donauraum als Ganzes in den Blick und thematisiert insbesondere die (kulturelle) Vielfalt entlang des Natur- und Lebensraums Donau.

## Stiftung
Auf Grundlage des § 96 BVFG hat die Stiftung Donauschwäbisches Zentralmuseum die Aufgabe, die kulturelle Tradition und das Kulturgut der Donauschwaben zu bewahren, indem sie Geschichte, Kultur und Landschaft umfassend dokumentiert, Kulturgut sammelt und präsentiert sowie der landes- und volkskundlichen Forschung über die donauschwäbischen Herkunftsgebiete zugänglich macht. Zugleich soll sie das Wissen über Nachbarn in Südosteuropa verbreitern und vertiefen, um so einen Beitrag zur Verständigung in Europa zu leisten. Zu diesem Zweck betreibt die Stiftung das Donauschwäbische Zentralmuseum in Ulm.
Die Stiftung wird gefördert von der Beauftragten der Bundesregierung für Kultur und Medien aufgrund eines Beschlusses des Deutschen Bundestages, dem Land Baden-Württemberg und der Stadt Ulm. Die Vertreter von Stadt, Land und Bund sind in den Stiftungsgremien vertreten.
Darüber hinaus sind auch die Vorsitzenden der vier donauschwäbischen Landsmannschaften Mitglieder des Stiftungsrats:
- die Landsmannschaft der Banater Schwaben
- die Landsmannschaft der Deutschen aus Ungarn
- die Landsmannschaft der Sathmarer Schwaben und
- die Landsmannschaft der Donauschwaben (aus dem ehemaligen Jugoslawien).[1]

## Gebäude
Das DZM befindet sich in einer ehemaligen Kaserne, dem Reduit der Oberen Donaubastion. Das fast 140 Meter lange historische Gebäude wurde Mitte des 19. Jahrhunderts als Teil der Bundesfestung Ulm errichtet und liegt nur wenige Meter vom Ufer der Donau entfernt.
Für die Unterbringung des DZM erwarb die Stadt Ulm das seit 1974 unter Denkmalschutz stehende Gebäude vom Bund. Bei der Sanierung von 1995 bis 2000 mussten für den Einbau von Treppenhaus und Aufzug die Gewölbe in einer Achse zerstört werden. Darüber hinausgehende weitere Eingriffe in die historische Bausubstanz konnten vermieden werden. Die Umbaukosten wurden zu gleichen Teilen von der Stadt Ulm, dem Land Baden-Württemberg und dem Bund getragen.
Das DZM nutzt die Flächen im Erdgeschoss und im ersten Obergeschoss des Gebäudes.

## Dauerausstellungen
Das DZM wurde am 8. Juli 2000 mit der Dauerausstellung „Räume Zeiten Menschen“ eröffnet. Nach konzeptionellen und gestalterischen Vorplanungen ab Herbst 2018 und der Umbauphase ab November 2020 präsentiert sich das modernisierte DZM seit dem 30. April 2022 unter dem Motto Donau und Donauschwaben: ein Museum – zwei Ausstellungen.

### „Donauschwaben. Aufbruch und Begegnung“

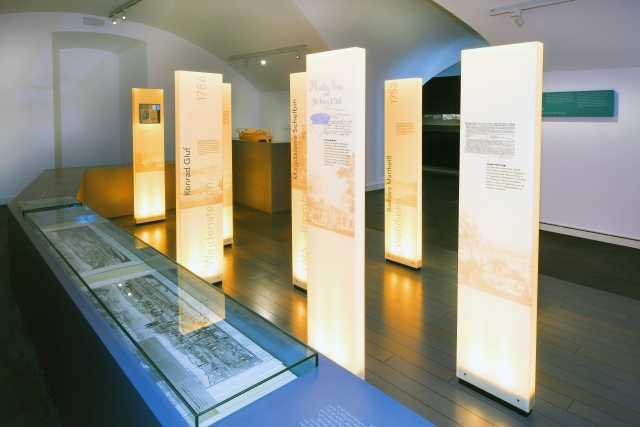
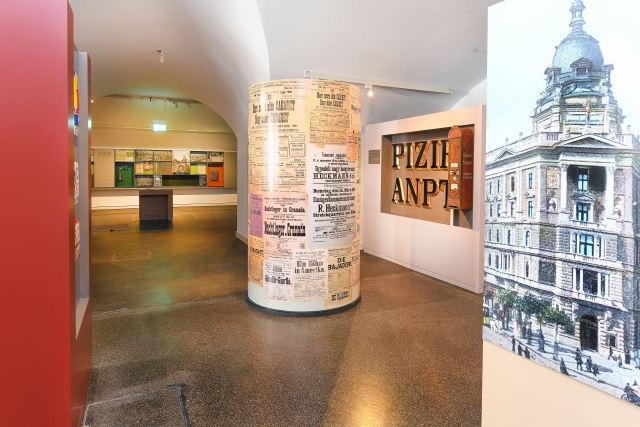
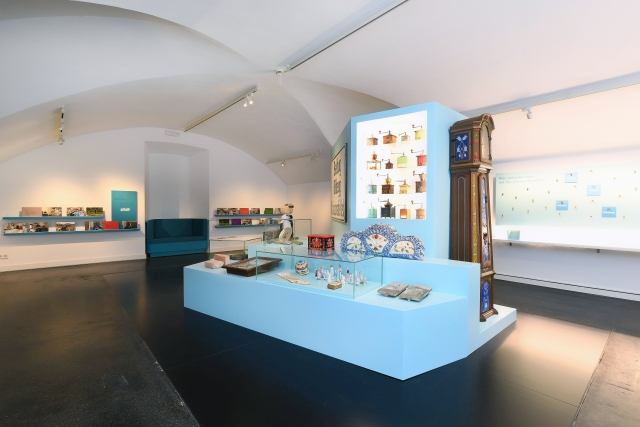

Europäische Migrationsgeschichte im Museum: Die Ausstellung zeigt auf über 950 Quadratmetern die Geschichte der Deutschen an der mittleren Donau von der Auswanderung im 18. Jahrhundert bis in die Gegenwart. Der Rundgang ist eine Entdeckungsreise in die Lebenswelt der Donauschwaben: Welche Rolle spielte die Dorfgemeinschaft? Wie funktionierte die donauschwäbische Landwirtschaft? Und wie das friedliche Zusammenleben mit den anderen Völkern? Wie erlebten die Donauschwaben Nationalsozialismus und Heimatverlust, Sozialismus und den Fall des Eisernen Vorhangs?

### „Donau. Flussgeschichten“
Entdeckungsreise in 22 Erzählungen: Die Ausstellung erzählt auf 550 Quadratmetern vom Leben an und mit der Donau, dem großen europäischen Fluss, der zehn Länder miteinander verbindet. So entsteht ein Panorama aus Vergangenheit und Gegenwart, Natur und Gesellschaft, Politik und Wirtschaft. Begegnungen mit Fischern, Reisenden, Flüchtenden, Naturschützern, Tieren und Flussgottheiten machen die Vielfalt des Lebens- und Naturraums Donau erfahrbar.

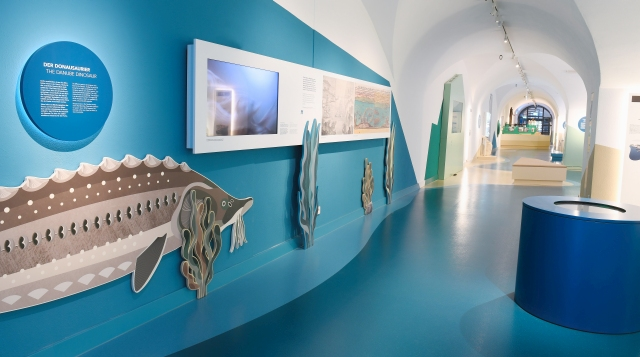
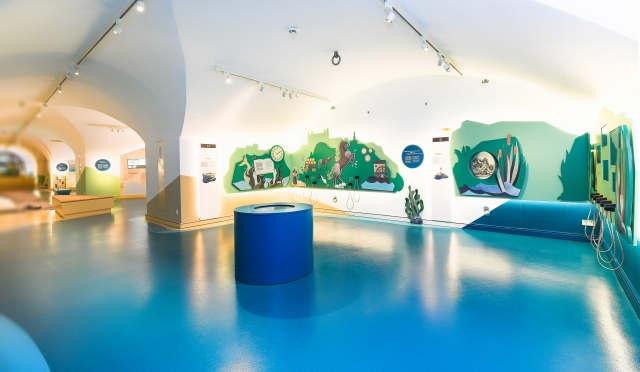
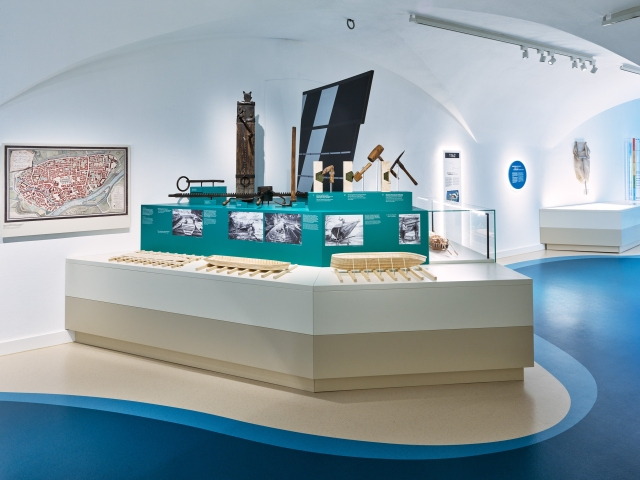

## Sammlung
Die Sammlung des DZM, die kontinuierlich erweitert wird, dient als materieller „Geschichtsspeicher“ der donauschwäbischen Kultur und Geschichte und umfasst inzwischen über 50.000 Objekte.
Das Museum besitzt, im Unterschied zu den meisten anderen Museen, keinen jahrzehntelang gewachsenen Objektbestand. So sollte vor der Gründung der Stiftung 1994 zunächst ein „Sammeln auf Probe“ von 1988 bis 1989 erweisen, ob sich für ein neues Museum ein historisch und kulturell aussagekräftiger Sammlungsbestand schaffen ließe. Seither wächst die Sammlung in erster Linie dank zahlreicher privater Schenkungen in Deutschland lebender Donauschwaben. Sie sind Ausdruck des Wunsches vieler Angehöriger der Kriegsgeneration, ihren seit Jahrzehnten aufbewahrten Erinnerungsstücken aus der alten Heimat eine dauerhafte Bleibe zu verschaffen, auch über den eigenen Tod hinaus.
Es handelt sich dabei vor allem um Zeugnisse der ländlichen Alltagskultur aus der Zeit bis zum Zweiten Weltkrieg, an die sich jedoch unerwartet vielfältige lebensgeschichtliche Erinnerungen ihrer Besitzer knüpfen. Objekte aus stadtbürgerlichen oder industriellen Milieus gibt es nur wenige. Auch der Bestand an bildender Kunst ist übersichtlich – mit Ausnahme des 2007 übernommenen künstlerischen Nachlasses des ungarndeutschen Künstlers Josef de Ponte. Einen inhaltlich wichtigen Sammlungsbereich stellen – überwiegend private – Fotografien dar. Neben Sammlungsstücken donauschwäbischer Herkunft nimmt das DZM auch Vergleichsobjekte anderer Ethnien bzw. Objekte aus übergeordneten historischen Zusammenhängen in seine Sammlung auf. Einen weiteren Schwerpunkt bildet die Ulmer Donauschifffahrt; so konnte das Museum 2010 die letzte Ulmer Schiffsbauerwerkstatt von Eugen Hailbronner übernehmen.